# Nipponnemertes africanus
Nipponnemertes africanus är en djurart som tillhör fylumet slemmaskar, och som först beskrevs av Wheeler 1940.  Nipponnemertes africanus ingår i släktet Nipponnemertes och familjen Cratenemertidae. Inga underarter finns listade i Catalogue of Life.